# Dorfkirche Parstein

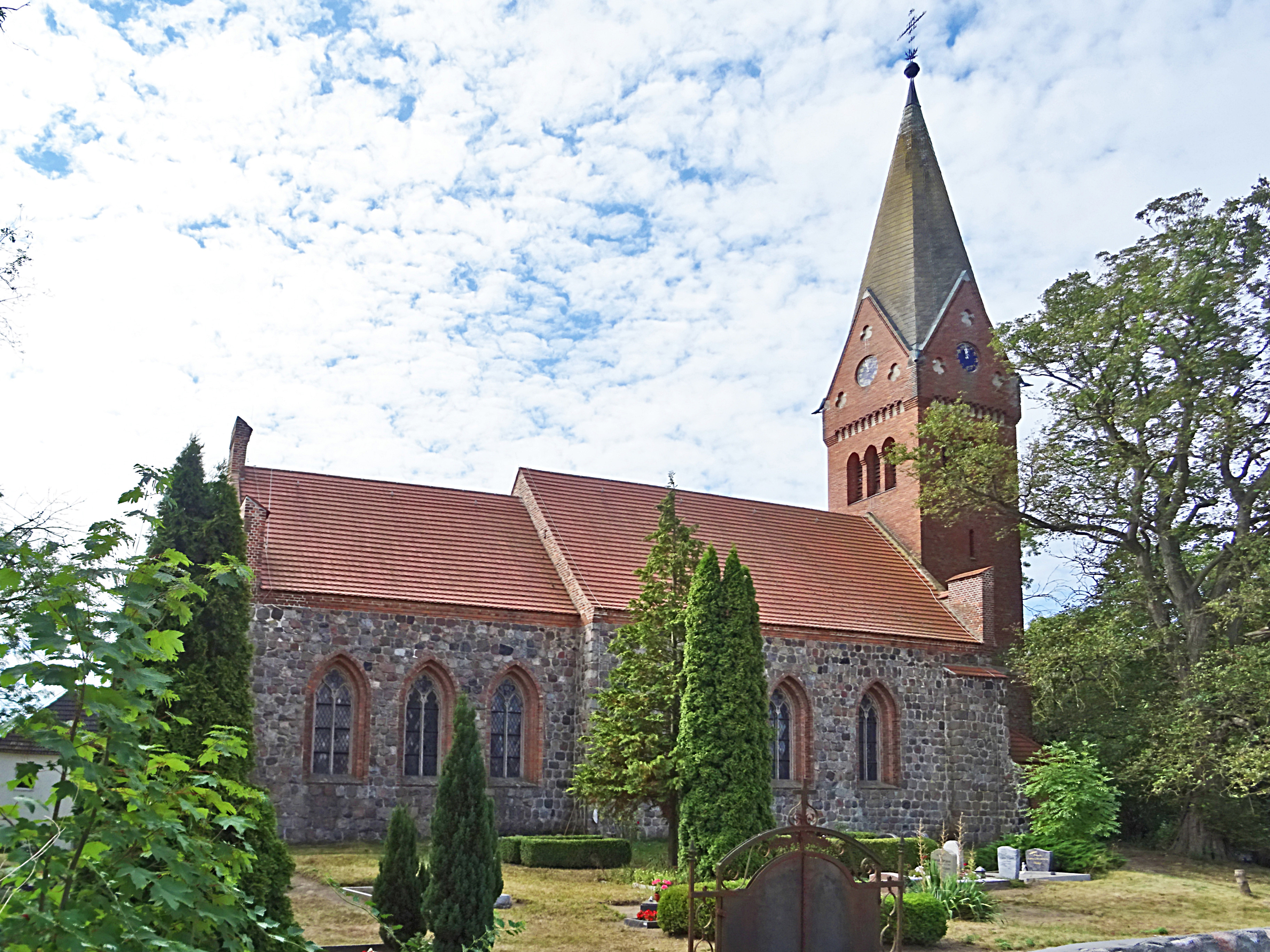
Dorfkirche Parstein

Die evangelische, denkmalgeschützte Dorfkirche Parstein steht in Parstein, einem Ortsteil der Gemeinde Parsteinsee im Landkreis Barnim von Brandenburg. Die Kirche gehört zum Kirchenkreis Barnim der Evangelischen Kirche Berlin-Brandenburg-schlesische Oberlausitz.

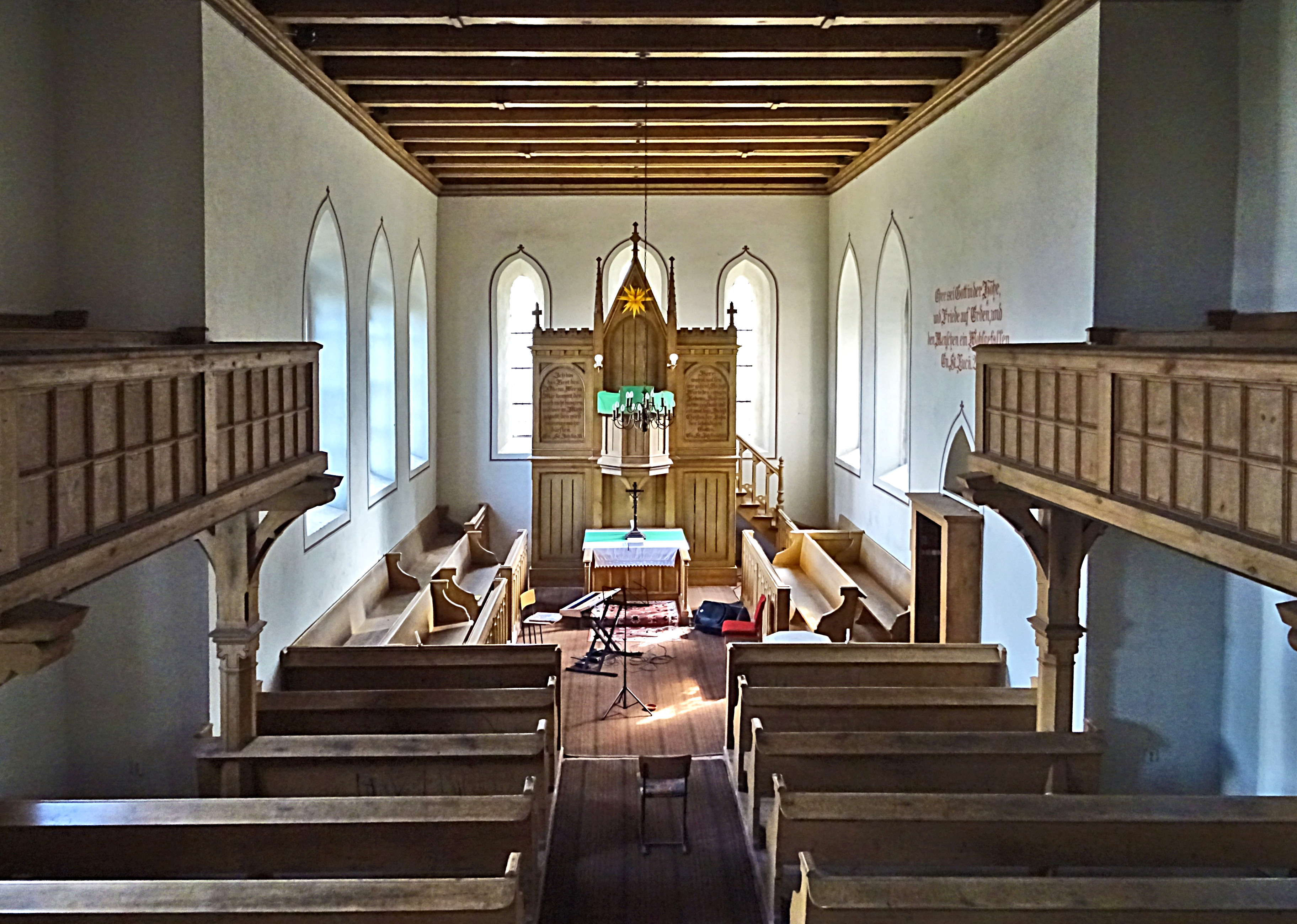
Innenansicht

## Beschreibung
Die Feldsteinkirche wurde Mitte des 13. Jahrhunderts gebaut und nach einem Brand 1880–87 im Stil der Neugotik erneuert. Sie besteht aus einem Langhaus, einem eingezogenen rechteckigen Chor im Osten, die beide mit Satteldächern bedeckt sind, und einem quadratischen Kirchturm aus Backsteinen im Westen, der mit einem schiefergedeckten Faltdach bedeckt ist. Sein oberstes Geschoss beherbergt hinter den als Triforien gestalteten Klangarkaden den Glockenstuhl. In den Giebeln darüber befinden sich die Zifferblätter der Turmuhr. Der Giebel der Ostwand des Chors besteht aus Backstein, ebenso die Gewände der Maßwerkfenster von Langhaus und Chor.

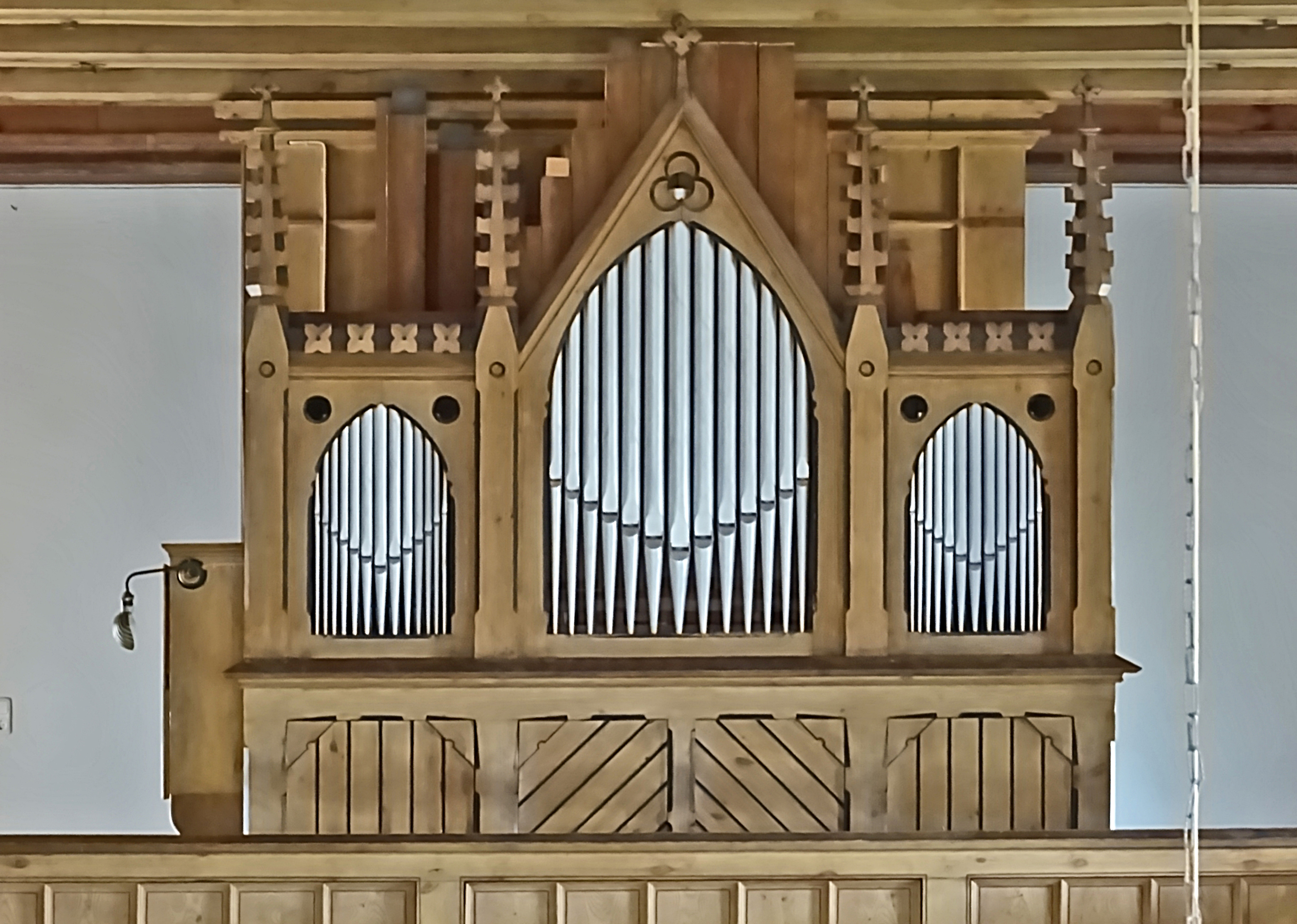
Remler-Orgel

Der Innenraum ist mit einer Holzbalkendecke überspannt. Er ist im Langhaus mit Emporen an drei Seiten ausgestattet. Der Triumphbogen, der ursprünglich das Langhaus mit dem Chor verband, wurde entfernt. Die Kirchenausstattung, zu der auch ein Kanzelaltar gehört, stammt von 1887. Die Orgel auf der Empore im Westen wurde 1887 von Wilhelm Remler gebaut.